# 623826 Alekseyvarkin
623826 Alekseyvarkin este o planetă minoră (asteroid) din centura de asteroizi. A fost descoperită pe 24 noiembrie 2022 la  de . 
Obiectul prezintă o orbită caracterizată de o semiaxă mare de 2,6863537773082 UAi, o excentricitate de 0,16471499793244, o înclinație de 12,392291571284 ° în raport cu ecliptica.